# Anton Cychon
Anton Michajłowicz Cychon (ros. Антон Михайлович Цихон, ur. 14 maja?/26 maja 1887 we wsi Olszewskie w guberni wileńskiej, zm. 7 marca 1939) – radziecki polityk, działacz partyjny i związkowy, członek KC WKP(b) (1930-1934).

## Życiorys
Urodzony w rodzinie białoruskiej, od 1906 działał w SDPRR, dwukrotnie aresztowany i zsyłany, w listopadzie 1917 był członkiem Komitetu Wojskowo-Rewolucyjnego w Moskwie. Od września 1919 do kwietnia 1920 przewodniczący rady rejonowej w Moskwie, 1920-1921 przewodniczący Komitetu Zaopatrzenia Państwowego Najwyższej Rady Gospodarki Narodowej RFSRR, 1922-1923 sekretarz odpowiedzialny Zamoskworieckiego Komitetu Rejonowego RKP(b) w Moskwie, od lutego do września 1923 przewodniczący Baumańskiej Rady Rejonowej w Moskwie. Od 25 kwietnia 1923 do 23 maja 1924 członek Centralnej Komisji Kontrolnej RKP(b) i Kolegium Partyjnego tej komisji, 1924-1928 sekretarz odpowiedzialny Baumańskiego Komitetu Rejonowego RKP(b)/WKP(b), od 31 grudnia 1925 do 2 grudnia 1927 członek Centralnej Komisji Kontrolnej WKP(b), od 19 grudnia 1927 do 26 czerwca 1930 zastępca członka KC WKP(b). Od 31 maja 1928 do 1930 przewodniczący KC Związku Budowlańców, od 13 lipca 1930 do 26 stycznia 1934 członek KC WKP(b) i zastępca członka Biura Organizacyjnego KC WKP(b), od 3 sierpnia 1930 do 23 czerwca 1933 ludowy komisarz pracy ZSRR, od 1933 przewodniczący KC Związku Kolejarzy. Od 11 lutego 1934 do 2 sierpnia 1938 członek Biura Komisji Kontroli Radzieckiej przy Sownarkomie ZSRR, od 1935 do 10 sierpnia 1937 pełnomocnik tej komisji w Białoruskiej SRR.
21 sierpnia 1938 aresztowany, 7 marca 1939 skazany na śmierć przez Wojskowe Kolegium Sądu Najwyższego ZSRR pod zarzutem udziału w kontrrewolucyjnej organizacji terrorystycznej i rozstrzelany. 25 sierpnia 1954 pośmiertnie zrehabilitowany.